# Circo de la Safor
Circo de la Safor is een 1013 meter hoog rotsmassief gelegen in het binnenland aan de Spaanse Costa Blanca. La Safor is een gemeente en behoort tot de comunidad Valencia. Ter hoogte van de stad Gandia ligt een natuurpark met een grote diversiteit aan flora en fauna. Circo de la Safor is via een wandeling langs de Riu Serpis, startend onder andere vanuit Lorcha te bewandelen en te beklimmen.